# 勇者特急マイトガイン
『勇者特急マイトガイン』（ゆうしゃとっきゅうマイトガイン）は、1993年1月30日から1994年1月22日まで、テレビ朝日系列で毎週土曜17:00 - 17:30（JST）に全47話が放送された、名古屋テレビ・サンライズ制作のSFロボットアニメ作品。

## 概要
『勇者シリーズ』第4作目に当たる。番組タイトルおよび主役ロボットの名称は、後述の作品作りの一環として、1950年代 - 60年代にかけて日活のスターとして名を馳せた俳優・歌手の小林旭にちなんでおり、小林の主演映画である『銀座旋風児』シリーズと、小林の愛称である「マイトガイ」に由来したものとなっている。前年までシリーズに演出として参加していた高松信司が、本作品より谷田部勝義に代わって監督を担当するのに伴い、本作品はそれまでとは異なったアプローチでの制作が様々な形で試みられている。
まず基本的なコンセプトとして掲げられたのが、「鉄道車両（電車）がロボットに変形する」である。高松によれば、企画の最初期の段階では電車というコンセプトもなく、イギリスの特撮人形劇『サンダーバード』のように、正義感のある富豪が私財を投じ、様々な変形ロボットを駆使して世界を救っていくという、救助隊ものの路線が志向されていたという。ロボットのモチーフもそうした路線を反映する形で、スーパーカーやクルーザー、それに自家用ジェットといった、金持ちが持っていそうな乗り物が変形する方向で考えられていた。前述したコンセプトが固まって以降は、主人公を「鉄道王」と位置付けると共に、基本設定も「自動車や飛行機が一旦絶滅し、鉄道がこの世界における一番の乗り物」という世界観が構築されるなど、コンセプトを最大限に活かす形で軌道修正が図られた。こうした世界設定については自身の好みが反映されたものであると同時に、「設定ありきでなくまず玩具ありきの世界」であり、監督が変わったことによる新味を出したかったと高松は語っている。当初の名前は『勇者旋風マイトガイン』とされていたが、後の高松のインタビューで最初は『マイトガンナー』のタイトルだったが、古里直丈から「マイトガイがベースなら、もうそのものズバリでいいんじゃない?」と言われ、「ン」だけ付けて『マイトガイン』にしたら、企画が通って「来年の勇者の監督をやってくれ」という話になったという。
また作品内容には、1960年代の日本映画界を象徴する無国籍活劇のエッセンスや、こちらも高松が好きであったという1970年代のヒーロー物への原点回帰が色濃く反映されており、前述した主人公のそれを始めとする登場人物のネーミングや、主人公の痛快なキャラクター、理屈抜きの勧善懲悪・娯楽活劇に徹したストーリー作りにもそうした傾向が表れている。高松は「メインの視聴者である幼稚園児には格好いいけれども、大人が見るとツッコミどころ満載」なのが本作品であると語っており、所謂リアルロボット物に世間がシフトしつつあった当時において、こういったロボット物が少なくなっていたからこそ、旧いながらも目新しさがあったのではないかとも述懐している。
他方でこうした娯楽活劇の王道が展開される合間に、メタフィクション的な演出も盛り込まれるなど、意欲的な作品作りも本作品では数多く試みられている。本放送当時のタカラの本社所在地になぞらえ、主人公側のロボットの開発工場が青戸に存在したり、主人公ですら知らないうちに新型ロボットが製造されるなどといったスケジュール化したパワーアップなどはその代表的なもので、加えて作中世界では操縦者については伏せつつも、旋風寺コンツェルンによってアニメ化された本作品が放映中であり、ヒロインのサリーがそのセルの彩色アルバイトをしている場面すらある。中でも最終回は、こうしたメタフィクション的な演出が特に色濃く表れた作りとなっている。
演出においては、前年までの勇者シリーズへの参加経験から「子どもたちはテレビの合体バンク映像を見ながら遊んでいる」ということを念頭に置き、玩具の手順通りの変形合体シーンが心がけられた一方、玩具のデザインをアニメに落とし込むのに際しては、実際に玩具通りのデザインで動かすのは無理があるとの判断もあり、アニメならではのスマートなプロポーションに舵を切る格好となった。この判断について高松は、チーフメカ作画監督として参加していた山根理宏のロボットに対する美学などもあり、それをどこまで許容するかの問題であったといい、また放送当時は玩具とアニメとが合致するのが当たり前になっていったと前置きしつつ、自分たちが子どもの時にそうであったのと同様に、メインの視聴者である子どもたちの脳内変換に期待していたとも明かしている。
玩具面では、バラバラだった変形モチーフが一つにまとめられた。この時期にリアルなサウンドが出せるチップが出始めて、変形合体とともに音が入る列車が選ばれている。一方でタカラの大野光仁はロボットを多く出したことや3つの形態を持つボンバーズなど変形・合体を多く盛り込んだため、高松からは「さすがにこれは描き切れない」と言われたとも話している。

## あらすじ
昭和125年、突然の石油枯渇から50年、化石燃料で動く自動車や飛行機は全て使い物にならなくなり、世界は電気で走る鉄道社会となっていた。
鉄道王として世界の経済の中心を担う「旋風寺コンツェルン」の若き総帥「旋風寺舞人」は、父「旭」の遺志を継ぎ、超AIを搭載したロボットたちによる無国籍救助隊「勇者特急隊」を結成。かつて東京湾と呼ばれた場所に築かれたヌーベルトキオシティにうごめく悪に対し、颯爽と戦いを挑んで行く。

## 登場人物

### 主人公・ヒロイン
旋風寺 舞人（）
声 - 檜山修之
昭和109年8月24日生まれ。年齢は15→16歳（29話で誕生日を迎える）。星座は乙女座。身長160cm。体重50kg。血液型はO型。好物はマンゴスティン、イチゴ大福。
本作品の主人公。日活学園に通う高校生でありながら旋風寺コンツェルンの総帥にして勇者特急隊の隊長であり、マイトガインのパイロット。ブレスレット型装置「ダイヤグラマー」で勇者特急隊との通信及びマイトガイン、マイトカイザー、グレートマイトガインへの合体を行う。数々のキャッチフレーズを持つがほとんどは自作であり世間的に「嵐を呼ぶ旋風児」または「嵐を呼ぶナイスガイ」が知られている。
世界でも有数の大富豪にして日頃から射撃やトレーニングによる人間離れした身体能力を持ち、頭脳明晰、容姿端麗で優しく爽やかな正義漢、キザなセリフを言い放ち、カッコよく決めるも、本当に好きな子に対してはシャイである。反面、アクシデントでサリーに頬を叩かれた時には慌てて謝ったり、裕次郎の溺愛ぶりに辟易したりといった二枚目半の部分もある。
旋風寺コンツェルンは舞人によって、祖父の「旋風寺鉄道」と父の「旋風寺流通グループ」が合併し発足させた企業グループ。社長に就任してからは前年比200%という凄まじい業績の伸びを誇る。
両親を謎の事故で亡くし、父の遺志を受け継ぎ「勇者特急隊」を作り上げた。執事の青木を初め多くの使用人たちと生活している。また、名乗りや叫びを多用する。ただ、屈託無くきつい言葉を吐くことがある。幼い頃から英才教育を受けており、浜田と同等の画力を持つなど、非の打ち所が全く無い。
戦闘の際に身に着ける衣装は決まっているが、私服は常に異なるものを身に着けている。戦闘服は父のカウボーイ風のコスチュームをベースとしたものだが、独自の装備としてシャップスの特殊ラバーを取り入れている。
戦闘による被害や事後処理には無頓着なのが玉に瑕。また自分の正義を非常に強く信じており、ジョーやガインに「正義が負ける事はあるかも知れないが悪が栄えた例は無い」と言ったり、エグゼブに「お前は正義なのか?」と問われ「当たり前だ!」と即答する（これらのはっきりとした正義と悪の構造は最終話へのある真相への伏線となっている）。
最終決戦後、サリーと結婚。
- 名前の由来は『銀座旋風児』シリーズ及び小林旭の名称「マイト・ガイ」から。
- 当初は旋風寺旭という名前で、本編の旭の様な外見だったが、主人公は子供でなくてはいけないと意見が出たため、15歳に設定された。
- 舞人を担当した檜山は、当時アルバイターであり、先輩に「時々、芝居が貧乏臭くなっているぞ」と指摘されたという。仕事や芝居に必死になっていた自分の素が出てしまい、舞人の大富豪としての優雅さが出ておらず、「たまには牛丼ではなくステーキを食え」という忠告をされ、「いっぱいいっぱいだった自分」に気づかされ、舞人役をつかむきっかけになったという。

吉永 サリー（）
声 - 矢島晶子
昭和110年8月9日生まれ。年齢は14歳。星座は獅子座。身長154cm。体重48kg。血液型はA型。
本作品のヒロイン。キューポラのある街に住み、入院中の父親に代わりアルバイトで家計を支えている女子中学生。また、言いたい事を素直に言い切る正直な性格。母を亡くしており、現在は父（声 - 長島雄一）と弟のテツヤの3人家族。
父が退院して家計が落ち着くようになっても、マイトステーション内でコーヒーを入れて配るときでもつい値段を言ってしまう。舞人と運命的な出会いをし、惹かれ合って行く。事件が発生する度に、巻き込まれる不幸な一面もある。最終話では彼女の意外な力が明らかになる。
最終決戦後、舞人と結婚する。
- 名前の由来は吉永小百合から。サリーの名前は企画の一つに存在した「魔法少女の勇者」の名残。

### 舞人の関係者
浜田 満彦（）
声 - 菊池正美
昭和109年8月10日生まれ。年齢は15→16歳（37話で明言）。星座は獅子座。身長158cm（37話では165cmとも）。体重60kg。血液型はB型。特技は学業全般。苦手なことはスポーツ全般。好物は肉じゃがとマンゴスティン、趣味はパソコンいじり。
舞人の幼馴染で親友。舞人からは「浜田君」と呼ばれている。メカに強いことから、高校生でありながら勇者特急隊の開発部門にも協力している（最終エピソードでも勝利の鍵となる発見をし貢献している）。ボンバーズのアニマルモードを考案したのは彼で、各勇者の性格設定やデザインにも関わっている。
趣味は漫画を描く事で、将来は漫画家になりたいと考えている。その反面腕っ節は弱く喧嘩は苦手。代表作は「銀河の用心棒ナイスガイン」で、CDジャケットでもその姿が確認できる。5体連結を可能にし、緊急事態にはマイトカイザーやグレートマイトガインへ乗って舞人と共闘と活躍は多く、相棒として頼りにしている。
ショーグン・ミフネの部下である胡蝶（内藤ルンナ）に惹かれて恋仲になる。
- 名前の由来は浜田光夫から。

青木 桂一郎（）
声 - 岸野一彦
昭和74年4月21日生まれ。年齢は50歳。星座は牡牛座。身長181cm。体重78kg。血液型はA型。
旋風寺家の執事で、舞人の右腕であると同時に父親代わり。見た目は温厚かつ穏やかな老紳士だが、結構な切れ者でとても気が利く。
旭に恩があり、舞人を幼い頃から知っている人物で、旭亡き後、その遺志と「勇者特急計画」を舞人に伝え、勇者特急隊を設立させた張本人。ダジャレ好きで、毎回披露しては周囲を苦笑いさせている。
- 名前の由来は赤木圭一郎から。

松原 いずみ（）
声 - 天野由梨
昭和102年9月30日生まれ。年齢は22歳。星座は天秤座。身長166cm。体重52kg。血液型はAB型。
舞人の秘書。勇者特急隊のオペレーターも兼任。舞人にとっては姉のような存在。おきゃんな性格をしている。
元々は旋風寺コンツェルン秘書課に属していたが、現在は舞人の専属秘書として出向。良き理解者であるが、彼が偶に放つセクハラ紛いの発言や、仕事熱心ではない彼の山積みになるスケジュールの調整には悩やまされている。「トシキ」というイグアナのペットを飼っている。
- 名前の由来は松原智恵子と芦川いづみから。特徴の赤髪は、山根理宏の要望によるもの。

旋風寺 裕次郎（）
声 - 沢りつお
昭和36年12月3日生まれ。年齢は88歳。星座は射手座。
舞人の祖父。石油資源の枯渇から鉄道が交通の要となる事を見抜き、旋風寺鉄道を創立した人物で、息子の忘れ形見である舞人を溺愛している。
豪放磊落かつわがままな性格の破天荒な人物で、人の都合も考えずに現れてはたびたび遊びに誘う。いずみにスケジュールの都合で断られても創設者の自分が言うのだからいい！というやはりワガママな理由で押し切ってしまう。
サリーの事をいたく気に入っていて、器量を密かに推し量り、舞人のタイムスケジュールを弄って会わせる策士でもある。納豆が大好物で、誕生日と称して納豆料理ばかり出す一面も。
- 名前の由来は石原裕次郎から。

大阪 次郎（）
声 - 巻島直樹
旋風寺鉄道青戸工場長。各勇者ロボの開発と整備も担当している職人肌。かつて互いに競い合う仲間だった技術者・伴がおり、その面影をウォルフガングに見ている。終盤いずみから「魔のオーラを受けたロボットは宇宙人の技術では？」と尋ねられた際、「宇宙人なるものの存在は認めない主義」と主張する現実主義者としての一面も持っている。
- イメージは大坂志郎で、小山高生の案によるもの。

チャーリー
声 - 巻島直樹
昭和109年7月9日生まれ。年齢は15歳。星座は蟹座。
舞人の愛犬。舞人と同じ年に生まれたため、かなりの老犬。運動不足でいつも寝ているが、食事と遊ぶ時は元気になる。
- 古里尚丈によると、「名前は進行のあだ名をもらった」とのこと。

旋風寺 旭（）
声 - 竹村拓
舞人の父で既に故人。
若かりし頃は、ギターを片手に悪と戦う流れ者の正義の味方「渡り鳥」として世界を放浪。その折に「世界を狙う巨大な悪」の存在を感じ取り、それに対抗する切り札として勇者特急隊計画を立案するも、それを逆に敵に嗅ぎつけられ、妻ともども列車事故に見せかけて暗殺された。亡くなる直前に、舞人に「巨大な悪」の存在を話し、勇者特急隊計画を託す。
生前、父親である裕次郎とは反りが合わなかったらしいが、それでも妻と共に墓に葬られている。
- 名前の由来は小林旭から。

旋風寺 ルリ子（）
声 - 原えりこ
旭の妻で、舞人の母親。故人。
旭が世界を渡り歩いている頃に出会い、互いに恋に落ちるも二人の結婚を裕次郎が許さず駆け落ち同然で無理やり結婚にこぎつけたことが、不仲の原因となった。
- 名前の由来は浅丘ルリ子から。

吉永 テツヤ（）
声 - 天野由梨
サリーの弟で小学生。マイトガインに憧れている。
- 名前の由来は渡哲也から。

### ライバル・警察官
雷張 ジョー（）
声 - 緑川光
昭和107年11月4日生まれ。年齢は18歳。星座は蠍座。身長178cm。体重65kg。血液型はAB型。
舞人のライバルで別名エースのジョー。射撃とロボット操縦の達人。専用メカである飛龍、轟龍を駆る。孤高の一匹狼ハンター。頬に傷があるが、初期エンディングの画像には見られない。オグロアキラによると「なんとなく勢いでつけてしまった」とのこと。
本名は宍戸 ジョー（）。元は軍人でエースパイロットだったが、父親の宍戸博士の仇を取るために脱走した過去がある。非常にプライドが高く、舞人との戦いは常に正々堂々正面からの一騎討ちを信条とし、味方であろうと勝負の邪魔をするものには容赦せず水入りになる事がしばしばあった。一方で野良猫にミルクを与えるなど、優しい一面もある。
舞人のことを、フルネームで呼ぶことが多い。27話ではエグゼブの命令を無視し、巨大隕石ドガンテスの破壊に向かう舞人を助けている。この事でエグゼブに「いつになったらマイトガインを倒せるんだ!」と怒鳴られるも、「誰の指図も受けない」と平然とその場を去る。これに憤ったエグゼブは轟龍に爆弾を内蔵させ、グレートマイトガインと共倒れを図る。抗議も受け入れないと見るや、観念してグレートマイトガインを引き離し、単身自爆しようとするも、ウォルフガングによって爆弾を取り外されたため難を逃れた。
ウォルフガングによって、エグゼブがジョーの父を利用した後に殺害したことが明らかとなり、終盤では父の仇討ちのために舞人と共闘。父が散々利用された挙句、理不尽に殺された過去から「信じるのは自分の力のみ」とサリーに対し言い切った事がある。その一方で大破寸前になりながらも飛龍を食い止めるトライボンバーに「マイトガインは良い仲間を持った」と評し、奮闘に免じ撤退した事もある。
最終回では父の敵であるエグゼブと相打ちとなり炎の中に消えるが、もう1つ顔に傷をつけた状態で無事生還する。ラストシーンでハネムーンに旅立つ舞人とサリーに向けてVサインを送っている。
衣装が変わることがなく、劇中に於ける私生活は、焚き火をしている場面が確認できるのみ。CDドラマでは困窮した生活を送っており、「バイト続きで3日も寝ていない」「川で一張羅の洗濯」「ネズミも喰い飽きた」といった発言もある。
- 緑川光は「自分のクールキャラの原点」としている。

小沢 昭一郎（）
声 - 掛川裕彦
日本警察の警官。自称「ヌーベルトキオシティきっての敏腕警部」だが、警察の戦力では悪人たちに歯が立たず、勇者特急隊を頼りにしている。

### ヌーベル・トキオを巡る巨悪たち

#### ウォルフガング一派
世界征服を目論むテロリスト集団。主に巨大ロボットによる犯罪行為又は犯罪者へのロボットの販売などを生業としている。集合写真によると首領としてウォルフガングの元に14名の部下がいたが、数々の敗北により評判が悪化。それによる財政難が重なりイッヒ、リーベ、ディッヒを残してほとんどが離れていった。後に脅迫紛いの強引な手段でエグゼブの配下となる。
ウォルフガング
声 - 佐藤正治
5月3日生まれ（年齢は60歳と表記されたこともある）。星座は牡牛座。身長160cm。体重61kg。血液型はA型。
国籍不明の天才科学者で飛龍と轟龍の設計者。「世界一強いロボット」を造ることに情熱を燃やし、マイトガインを超えるロボットを造ろうとするマッドサイエンティスト。
目的のためには手段を選ばない男で、ジョーがマイトガインを追い詰めトドメを刺す寸前でジョーを押し退けて倒そうとしたり、部下よりもロボットを優先してしまうなど独善的。そのため敗北続きで資金繰りが悪化した際にイッヒたちをバイトに出そうとしたが、ロボットを優先したために部下たちに見放されてしまう。その際に「織布」と名乗り青戸工場でアルバイトをはじめる。その技術力を活かして瞬く間に若手から頼られる存在となり大阪工場長とも知遇を得る。これをきっかけに真っ当に働くことの喜びを感じるようになり、更には金欠で買えなかった弁当を無料で提供してくれたサリーの笑顔を見て、悪事を働く自分を恥じるようになった。結果的にイッヒたちが完成させたロボットは破壊されてしまうが謝罪に来た3人を許し身を案じたことで3人との仲も戻った。また、ジョーの持ってきたチップが友人の宍戸博士の物と知ると消息不明の博士の安否を心配し続けるなど、根っからの悪人ではないようでそれ以降は部下たちを思いやるようになる。中盤からは脅迫を受けたせいもあり不本意ながらエグゼブのバックアップを得てメカを開発して轟龍を完成させた。しかしジョーに奪われた挙句、ドライチェン1313に搭乗させてもらえないのに不満を抱き、アンドロイドの殺し屋ユリウスと結託して舞人を抹殺しようとするも失敗したため、一旦、ロボット犯罪から手を退くが、密かにエグゼブの尻尾を掴もうと画策、ジョーの父親を殺害したのがエグゼブであることを暴くと共にその本性を見抜き、自らの科学者としての誇りを知らしめるために静かな戦いを展開。陰ながらジョーをバックアップした。
技術者としての腕も確かで1度はマイトガインを敗北に追い込んだ飛龍とその後継機である轟龍、最終決戦の勝利の鍵となったイノセントウェーブ放出装置の大元も彼が考案して勇者特急隊に伝えたものであり、ある意味マイトガインの勝利に大きく貢献した人物。
最終決戦ではイノセントウェーブ放出装置を自ら使用し、ブラック・ノワールに挑むも、エグゼブに撃たれて生死不明となるが、決戦後負傷しつつも生還し、イッヒたちの前に姿を見せている。
- 高松によるとウォルフガングのガングは玩具の意味で玩具の狼を意味しているとのこと。その理由は、飛龍や轟龍など登場するべくして登場したメカを作るキャラクターで、勝利の契機となるイノセントウェーブ増幅器も作るという意味合いを持っているからとのこと。

イッヒ、リーベ、ディッヒ
声 - 山下啓介、鈴木勝美、川津泰彦
ウォルフガングの部下。最初は大勢いた部下の中で、最後まで残った三人組。
一度はロボット製作を優先するウォルフガングの元を去るが、地味で堅実な生き方（靴磨きに見せかけた恐喝）に馴染めず、彼の元へ戻る。最終決戦後、生死不明となっていたウォルフガングと再会し、涙を流す。
- 3人の名前を並べると、ドイツ語で「愛してます（Ich liebe dich）」の意味になる。

#### 忍者テロ集団　「影の軍団」
ショーグン・ミフネを頭領としたテロリスト集団。日本各地に潜伏して日本征服を狙う。その犯罪は暗殺、テロ、詐欺といったものからバイオテクノロジーによるクローン生成と多岐に渡り、幅広い人材を揃えている。
ヌーベルトキオで人気のテーマパーク大江戸ランドに拠点を置いており「古き良き日本文化を取り戻す」事を目的としているが、外国人の構成員も多く、昔の外国人が勘違いしていたような日本風の服装または日本かぶれの服装をした外国人が多く、ショーグン・ミフネをはじめどこかズレた格好が目立つ。
ショーグン・ミフネ
声 - 梁田清之
10月19日生まれ。星座は天秤座。身長183cm。体重80kg。血液型はO型。
歌舞伎役者風の化粧と、戦国武将風の衣装に身を包む日本かぶれで時代錯誤も甚だしいアングロサクソン系のアメリカ人。テーマパーク「大江戸ランド」を隠れ蓑に「古き良き日本文化を取り戻す」ために現政権を倒し、日本征服を狙う狂信的忍者テロ集団「影の軍団」の頭領。
自分を日本国の正当な「将軍」であると信じている。マイトガインの敵でもかなりコミカルだが、戦闘能力は高く、舞人やグレートマイトガインとの一騎討ちでは城の爆破や崩壊に気を取られなければ勝利できる寸前の状態に追い込んでいる。
度重なる作戦の失敗で次第に資金繰りと経営の悪化を招き、最後には大江戸ランドに来た観客を国民として捕らえ、国家として独立宣言をする暴挙に出るが、結局は拠点を失い逃走。その後、埋蔵金を発掘して再建の目前まで来るも、移動に使っていた潜水艇を恐竜と勘違いしたビトンによって不可抗力で妨害されたあげく警察に逮捕され鉄道橋破壊などの数々の破壊テロ活動、詐欺行為、人身撹乱、誘拐などの罪に問われている。
逮捕後も何度か脱獄を繰り返しており、旋風寺家のパーティーに忍び込んだ他、最終話でも小沢刑事に追い掛けられていた。
決め台詞は「男は黙ってぇー」（由来は三船敏郎が出演したビールのCM）と、その後に作戦内容や自分の嗜好が入る。
- 梁田清之は役が決まった時に、ディレクターに「映画『羅生門』の三船敏郎さんを見ておけ」と言われたと語っている。

胡蝶（）
声 - 本多知恵子、桑谷夏子
第37話に登場。ミフネ配下のくノ一。
スパイとして内藤ルンナ（）と名乗り旋風寺重工に潜入するが、浜田と恋仲になってしまい最終的にはミフネを裏切り、乗機とともにミフネに向かって特攻した。このため生死不明となっていたが、最終回で再登場し浜田と2人で舞人たちの結婚式を祝福する。

#### アジアマフィア
中国の裏世界を牛耳る一大集団。密輸や武器の違法売買をしている死の商人。軍や暴力団、テロリストへの武器の密売を通して強大な資本力を持つ。22話で配下だと思っていたパープルに裏切られた上にチンジャ以外の配下もろとも組織を乗っ取られてエグゼブ配下となりアジアマフィアは消滅した。
ホイ・コウ・ロウ
声 - 島香裕
2月2日生まれ。星座は水瓶座。身長150cm。体重67kg。血液型はO型。
中国の裏世界を牛耳るアジアマフィアのボス。ピータン（声 - 鈴木勝美）という名前のオウムを飼っている。年老いているが、広東風料理拳の達人で武術の腕は高い。
ヌーベルトキオを中華風の街並みに変えようと画策。
兵器の密売の他に賭博行為の容疑に問われていたが、中盤において、配下であったはずのパープルの裏切りに遭い、権力を奪われ全てを失う。
その後はサカモト・シンペイと名乗り、屋台ラーメンを開業したが、自らの境遇に絶望しすさんだ毎日を送っていた（その落ちぶれ具合は、たまたま見かけた舞人がホイの名を聞いても信じられず、自ら疑惑を否定するほどである）。だがどんな苦境でも自分を支え続けるチンジャの姿を見て改心し、「一からやり直す」ためにチンジャとともに何処かへと去っていき、最終回ではヌーベルトキオ市街でチンジャと共に屋台ラーメンを営む姿が描かれている。
チンジャ・ルース
声 - 置鮎龍太郎
ホイの右腕。組織のナンバー2で、主に現場や取引の交渉のため前線に赴くことが多い。主が全てを失った後も彼を支え続けた忠臣。
組織を追われた後はタナカ・セイジと名乗り、ホイと共にラーメン屋を営むが、料理の腕は悪い。しかし最終回ではホイと共に営んでいる屋台ラーメン店が繁盛していた。

#### 国際窃盗団「ピンクキャット」
カトリーヌ・ビトンをボスとする国際的強盗団。多数の配下を従えており、犯行は小型メカなどのハイテク機器から大型ロボットに至るまで様々なマシンを用いて強盗を働く。その行動理念は全てがビトンのおよそ理解できないわがままである。
カトリーヌ・ビトン
声 - 叶木翔子、渕崎ゆり子
3月24日生まれ。星座は牡羊座。身長169cm。体重54kg。血液型はO型。
女性だけで構成される国際的窃盗団「ピンクキャット」のボス。自称、フランス人で自称、永遠の29歳。甲高い高笑いを上げるナルシスト。
強欲で、自分の美貌と快楽、そして自分の望む欲望のままに犯罪を犯す。その行動原理は常人では予測もつかぬところにあり、舞人やガインからも「訳のわからない女」と言われている。宝石・美術品強盗、納豆工場破壊、誘拐、監禁の罪で指名手配されている。
主に美術品や美容アイテムを狙うが、ある日、シェフが落としたパック入りの納豆を誤って踏んで足を滑らせ転倒、納豆を頭にかぶった事から一瞬にして納豆嫌いになり、納豆を食べる者を拉致して納豆を用いた拷問を行い納豆にトラウマを植え付ける「納豆殲滅隊」を組織して納豆のみならず、納豆に入れる卵や掻き混ぜる箸も憎んで、養鶏場や森林を焼き払うという暴挙に出たこともある。
ロボットによる戦闘でも操縦は部下に完全に任せて、自分は命令しながら威張り散らすだけだが、自身も操縦は可能で第18話では分担してメカを操縦して戦う。
最終回のラストでは、オードリーと共に買い物をしている最中に売っていた納豆を見て失神する。
- 初期デザイン稿での名前はカザリーンだが、『超電磁マシーン ボルテスV』の同名のキャラを連想させるため変更した。

オードリー
声 - 夏樹リオ
カトリーヌ・ビトンの右腕にして忠臣。男装の麗人で常に冷静で無表情を崩さず、どんな命令もそつなくこなす。
彼女自身にとって主たるビトンこそ全てであるため、ビトンの意に沿わないものや逆らうものを一切許さない。組織壊滅後の逃走の最中でも常にビトンの傍らにいた。

#### ブラックノワール
エグゼブ率いる謎の集団。表向きには真っ当な会社トレジャー・ロボテック社(TR社)という工業会社だが、裏では兵器密売や世間で起こった事件事故の裏で暗躍し邪魔者の暗殺などを繰り返してはその正体を知られぬまま勢力を拡げていた。旋風寺旭夫妻の死も実は彼らの仕業である。
パープル
声 - 鈴木勝美
1月28日生まれ。推定年齢24歳。星座は水瓶座。血液型はAB型。好きな色は紫。好きな飲み物は烏龍茶。趣味は読書
絶大な人気を誇るロックバンド「ブランカ」のリーダー。後期エンディングテーマは彼が歌っている設定で、劇中にも登場し、シングルカットもされた。
表ではバンド活動で堂々と顔を晒し活動しているが実はアジアマフィアのホイ・コウ・ロウの配下であり数々の犯罪に手をそめている。
その正体はエグゼブ直属の配下であり、正体を知られぬ隠してアジアマフィアに入り込みその幹部として行動しながら暗躍し、マフィアをそのまま乗っ取った。その後しばらくは単独で行動していたがエグゼブに合流する。彼もまたエグゼブ同様、ブラックノワールに洗脳されている。
最終決戦では空中要塞ブランカに搭乗する。コンサートなどで多くの観客を喜ばせていたため、当初は舞人も殺さずに決着をつけることを望んでいたが、ロボット軍団がガードダイバーとバトルボンバーを破壊したことが舞人の怒りに火をつけ、パーフェクトキャノンの攻撃により爆死する。
趣味は読書で、夏目漱石やシェイクスピアなどの文学に造詣が深く、彼らの言葉を引用するという知的な面も見せる。

ジャーマネ
声 - 川津泰彦
パープルのマネージャー。パープルの右腕とも言える存在で、古くからの付き合いらしくオネエ言葉で話す。音楽関連だけでなく、パープルの犯罪は全て彼が手掛けており口封じのためにホイの屋台にならず者を送るなど犯罪についてもプロデュースする。
最終決戦ではパープルや彼のバンドメンバーと共に空中要塞ブランカに乗る。

アキ、ケイ、トモ、ヒロ
ブランカのメンバー。それぞれドラム、キーボード、リードギター、ベースギターを担当する。

エグゼブ
声 - 菅原正志
中盤より登場。表向きはTR（トレジャー・ロボテック）社の社長だが、裏の顔は勇者特急隊の強大な敵として立ちはだかり、ウォルフガングやジョーを脅迫まがいの交渉で抱き込み、マイトガインと戦わせる。舞人の両親とジョーの父の命を奪った張本人。
元は将来有望な政治家ケン・エノモトだったが、物語より数年前ブラックノワールにより誘拐され洗脳された。
ウォルフガングに轟龍を開発させた折に、頭部のドリルを「趣味ではない」という理由から取れと命令する。
最終決戦ではインペリアルに搭乗し、グレートマイトガインを追い詰めるが、ジェット機形態の轟龍のドリルに貫かれ、命令が履行されなかったことに対する不満を述べながら絶命する。

シックス
声 - 鈴木勝美
エグゼブの部下。襟元に7と描かれている。今までの思い出を綴ったビデオを鑑賞していた旋風寺家に忍び込むが、発見され、責任を取らされる形で抹殺される。

セブン
声 - 立木文彦
エグゼブの部下。襟元に6と描かれている。
ウォルフガングに勇者特急隊のデータを調査させるため彼の部下を拉致するが、リーベのみ逃げ出す。その後、ウォルフガングとリーベが行った調査と引き換えにイッヒとディッヒは返されるが、リーベを逃がした責任で、ウォルフガングたちへの脅しを兼ねて抹殺される。この一件でウォルフガング一味はエグゼブ配下とならざるを得なくなる。

ブラックノワール
声 - 水原リン（現・真山亜子）
「世界を狙う巨大な悪」の正体。実態のない存在でスクリーンの中に映像のような姿で映し出され、エグゼブに指示を与える。強大な力を持っており、魔のオーラによりパイロットごとロボットを洗礼、幾ら破壊されても再生、復活するロボットを作り出し特急隊を苦しめる。
最終決戦で舞人と直に対面した際、自らを三次元人と称し、全ては舞人たち二次元人を使ってのゲームであることを明かす。ゲームの駒ではなく人間の誇りを持ち続けて挑んでくる舞人とマイトガインに対して「ハッピーエンドには飽きてきたので、ヒーローが死ぬ悲劇のエンディングで終わらせる」べく、彼らを追い詰めるも、サリーのイノセントウェーブで自身の魔のオーラが弱まったところを、マイトガインの全てのエネルギーを込めたダブル動輪剣を受けて敗北。自身も「巨大な悪」という名のゲームの駒(作品の外に在する三次元人、という文芸設定を与えられたキャラクター)に過ぎなかったことを悟りながら消滅する。
- 高松によれば、イメージは『科学忍者隊ガッチャマン』の総裁X。

#### その他の悪党
ハルオ、ジュン、チョウサク
声 - 鈴木勝美、置鮎龍太郎、巻島直樹
3人組の小悪党。スキンヘッドがリーダーのハルオ、イケメン風がジュン、巨漢がチョウサク。
第1話冒頭にて、ドリルロボ・ギムレット（ハルオ用）、吸引ロボ・スイーパー（ジュン用）、破壊ロボ・クラッシャー（チョウサク用）を使ってコガネ銀行を襲うが、ガインとマイトウィングの活躍で全員逮捕。以後は様々な所で色々な悪事を行っては舞人やジョーに邪魔される。
最終回では、ホイとチンジャのラーメン屋の前で新聞を読んでいた。
スイーパーとクラッシャーは、第13話でウェスタンランドの強盗団も使っていた。

#### 雇われ殺し屋
巨悪たちは目的達成のためなら、あらゆる手段を使っており、場合によっては外部から「賞金稼ぎ」のような殺し屋を雇う事がある。概ね、ウォルフガング一味や（ホイが失脚した後の）アジア・マフィアが雇うことが多い。
抜き打ちのチェルネンコ
声 - 星野充昭
ウォルフガングが作ったロボット「バンツァーCR17」のパイロット候補として、ジョーと共に雇われ、ジョーと争うも敗れる。その腹いせとしてジョーが舞人とロボットで交戦中、吉永姉弟を人質にしたため、ジョーから返り討ちにされる。
- 名前の由来は『拳銃無頼帖』シリーズの主人公・抜き打ちの竜から。

死神ワイルダー
声 - 笹岡繁蔵
飛龍を奪い、自分のロボ・メガソニック8823を撃破させたジョーを逆恨みするウォルフガングが雇った賞金稼ぎ。ガンマンロボ「デスファイヤー」（ウォルフガング製作ではない）を操縦して、ウェスタンランドで対決するジョーと舞人を襲った。

イシバシ
声 - 古田信幸
第30話に登場。追放させたホイとチンジャがラーメン屋をしている事を知ったパープルが口封じとばかりに雇った賞金稼ぎ。クワガタ型ロボ・グヤトーンでマイトガインと戦う。
- モチーフは石橋貴明。

アッパー、パンチ
声 - 稲葉実、星野充昭
第31話に登場。ジャーマネが雇った賞金稼ぎの兄弟。アッパーが兄で、パンチが弟、通称「アパッチ兄弟」。アッパーがテレキャスター、パンチがストラトキャスターにそれぞれ搭乗し、マイトガインを襲う。この戦いで浜田が巻き込まれる事となった。

ユリウス
声 - 結城比呂
第32話に登場。100年前（1950年）に作られたアンドロイド殺し屋。
殺人の手段はライフルによる狙撃である。旧式だが銃の腕は良く、彼を殺そうとしたハンター（声 - 平田康之）を一撃で倒したほど。動力源である体内の真空管が切れてうろついていたところをウォルフガングと遭遇。真空管を交換し、命を救われた見返りに契約。
ドライチェン1313で誘き出された舞人を狙撃しようとしたが、その弾丸を阻止するためにマイトガンナーが放ったセルフキャノンの余波を受けて負傷。舞人と対面した後、人間になることを夢見ながらあての無い旅に出たが、最終回では舞人とサリーの新婚旅行を祝福していた。

## 勇者特急隊
ヌーベルトキオの平和を守る勇者たちの総称。旋風寺コンツェルンにより造られたロボット。
合体後の人格が統一など、合体前の単体ではなく、合体後で完成の状態を取る。勇者特急隊の名が示す通り、勇者ロボ全員に鉄道車両形態が備わっている。第42話では、ドリル特急、ロコモライザー、弾丸特急、アニマル特急、レスキュー特急の順に五体連結した形態からジョイントドラゴンファイヤーと呼ばれる炎の龍による突撃技を使用。最終決戦でガイン以外は大破するも、決戦後に修復される。

### マイトガイン
勇者特急隊メンバーのリーダーとして製作。ボンバーズとダイバーズの中間に完成しており、戦闘・救助などを両立して行えるよう設計されている。出力面の確保や攻撃力を維持するため、意思を持たない専用のサポートマシンが与えられ、組み合わせを変更する事で機体構造の変更がしやすく、追加武装による強化が容易である。
ガイン
声 - 中村大樹
300系新幹線のぞみから変形。超AIシステム「Gシステム」を搭載し、人語を理解し、人格を有している。マイトガインのメイン人格を構成しており、合体後は舞人のサポートにあたる。
舞人とは親友のような間柄で、性格は真面目で実直。一般人を「庶民」と呼ぶことから、ハイソな一面もある様子。
最終決戦では爆発したブラック・ノワールの要塞から、半壊しつつも舞人を抱えて脱出し、大列車フォートレスに生還する。なお、脱出時に飛行をしていたことから飛行能力が追加されたことがうかがえる。
マイトガインの左腕を構成。両脚部にはロコモライザーの汽笛部分を装着している事もあるが、合体時には取り外され折りたたまれた状態の物がマイトガインの両腰アーマーとなっている。
装備
ガインショット
新幹線型のビーム銃。普段は左腕脇下のホルスターに収納されている。牽制や合体不能時に使用するが、巨大な敵ロボットには通用しないことも多い。
強化アダプターとしてグレネードランチャーアダプターが存在する。
ガインバスター
両脚に装備されたビーム砲。劇中では第3話にてトレインモードの状態で使用。
ガインアンカー
劇中未使用。胸部から発射されるアンカー。
マイトウイング
400系新幹線「つばさ」から変形する戦闘機。舞人が搭乗。
完成当初は世界唯一の空を飛ぶ超電導ジェット機だった。マイトカイザー完成後は自動操縦できるように改造されたが、以前のように舞人自身が操縦することもある。
最終決戦で失われたが、後に復元され、舞人とサリーのハネムーンに使用されている。
マイトガインの右腕を構成。
装備
ミサイル
機首に装備。
ロコモライザー
巨大蒸気機関車型サポートメカ。後部に列車形態のガイン、マイトウイングを搭載可能。様々な場所でも走行可能であり、地球上のどこへでも3分以内に駆けつける。その巨体故、移動には線路2路線分を必要とする。ウォルフガングからは「SLの化け物」と称された。
最終決戦ではマイトウィング共々爆散した。巨大乾電池状の内蔵型エネルギーパックを交換するシーンが存在するがメタファとしてだけでは無くこの世界のエネルギー事情を反映した物となっている。
マイトガインの胴体、足、頭部を構成する。
装備
ロコモバスター
後部に付けられた2門のレーザー砲。
マイトガイン
声 - 中村大樹
舞人の「レッツ・マイトガイン!」の掛け声でガイン、マイトウイング、ロコモライザーが特急合体する巨大ロボット。コックピットは顎門部にあり、頭部は車掌の帽子を模しており、額の上下には青信号を備えている。「急速合体!」の掛け声により、列車形態から直接変形が可能。合体ジョイントは電車の連結器の意匠が取り入れられ、ジョイントも腕は密着連結器、グレートマイトガイン合体時に使用される足は自動連結器と分けている。合体完了直後は舞人が「マイトガイン起動!」の掛け声で操作するレバーは電車のブレーキレバーの意匠が取り入れられている。
ガインが操作系統、舞人が出力系統を担当し、人機一体で力を発揮。だが、舞人が怪我などでレバー操作に支障をきたしている場合は出力が落ちる欠点がある。
飛龍との一騎討ちは飛行能力を持たないことが災いして敗北。改修後は最低限の飛行能力が追加され、ガインの「チェンジ・マイトガイン!」の掛け声だけで合体可能になったが、以前のように舞人が搭乗することもある。
最終決戦ではグレートマイトガインの破損したカイザーパーツをパージして、マイトガインに戻り、ブラックノワールと対決。勝利しながらもマイトガインも大破した（ガインと舞人は無事）。
名乗りは「銀の翼に希望（のぞみ）を乗せて、灯せ平和の青信号! 勇者特急マイトガイン! 定刻通りに只今到着!」。
- 高松によれば、「レッツ・マイトガイン!」は「厳密には間違っている和製英語」として敢えて作っており、最初は別の言葉を考えていたが、「レッツ」で行こうと、『超電磁ロボ コン・バトラーV』の「レッツ・コンバイン」の合体フレーズの韻を踏みつつ「毎人がIN」すると言う意味も含んだ言葉であるという。また合体時にコックピットからの視点で舞人のカットが入るのは、大張正己が参加した『破邪大星ダンガイオー』の合体シーンからであり、高松が入れて欲しいといい、合体の最後にマイトガインのマスクが閉まるのは、「顔が完成していない状態で出てきた方が、面白いよ」と大張からのアドバイスだという。

装備、技
動輪剣
腰に内蔵する両刃剣。鍔部分に動輪が組み込まれている。最大出力時には刀身が金色に発光。
縦一文字斬り
背中のブースターでハイジャンプした後、降下しながら最大出力状態の動輪剣で縦一閃に切り裂く必殺技。
横一文字斬り
縦一文字斬りとは逆に地上から横一線に放つ必殺技。
十文字斬り
縦一文字斬りをフェイントに、横一文字斬りを放った後、縦一文字斬りを放つ必殺技。
ダブル動輪剣
動輪剣同士を柄で連結させた双剣。ブラックノワール戦で使用し、左斜め上から、右斜め下に切り裂いた。
マイティバルカン
胸部左右のライト部分に装備した機関砲。
マイティスライサー
背部のバックパックから取り出す動輪型のカッター。
マイティシールド
マイトウイングの羽根を展開させた盾
マイティキャノン
劇中未使用。脚部に装備されたビーム砲。
マイティカッター
右腕から出すマイトウイングの尾翼を転用した小型カッター。
マイティディスチャージャー
脇部分から水蒸気を放出する。煙幕を張ったり消火活動に使用する。
シグナルビーム
頭部のシグナルからの光線。
マイティサーチャー
胸部に装備した強力なライト。
ツバメロケット
インパルスアタック
マイトカイザーと同時に放つ跳び蹴り。
ドリル特急
カイザードリル、カイザー1 - 5、カイザーキャリアで構成される列車形態。ロコモライザー同様、移動には2路線を使用する。
カイザードリル
先端にドリルが装備された牽引車両で、カイザーキャリアを牽引する。マイトカイザーの胴体と腰部に合体し、先端のドリルは武器として用いられる。グレートマイトガインに合体する際には胸部を構成。
カイザーキャリア
カイザー各機を格納する貨物車両。ウイングと、飾りが取り付けられている。宇宙への出撃の際、上部にマイトガンナーを搭載。
カイザー1
小型偵察機。マイトカイザーの胸部&頭部に合体する。グレートマイトガインには腹部を構成。
カイザー2
地底戦車。マイトカイザーの右腕に合体する。先端のドリル部は4枚のブレードからなる特異な構造をしている。グレートマイトガインでは左前腕側面に合体。
カイザー3
強力クレーン車。マイトカイザーの左腕に合体する。グレートマイトガインでは右前腕側面に合体。
カイザー4
海底探査機。マイトカイザーの右足に合体する。グレートマイトガインに合体では左足首を構成。
カイザー5
スーパーブルドーザー。マイトカイザーの左足に合体する。グレートマイトガインでは右足首を構成。
マイトカイザー
舞人の「チェンジ・マイトカイザー!」の掛け声で、カイザードリルとカイザー1 - 5の6機がドリル特急合体したロボット。超AIは搭載されておらず、舞人の操縦によって稼働する。本来はマイトガインの強化パーツだったものを、ロコモライザー大破と言う緊急事態に対応するために各強化パーツを人型に合体できるように調整したもの。マイトガインにはない飛行能力を持つ。コックピットはマイトガイン同様、頭部にある。飛行形態「カイザージェット」に変形可能。名乗りは「愛の翼に勇気を込めて、回せ正義の大車輪! 勇者特急マイトカイザー! ご期待通りに只今到着!」。最終決戦において、グレートマイトガインがエグゼブの駆るインペリアルとの戦いで損傷した結果、敵要塞突入前にパージされた。
装備、技
カイザードリル
分離していたドリル特急先端のドリルを腕に装備する。
ドリルクラッシャー
カイザードリルを回転させての突撃。
カイザースパイク
右肩からカイザー2のドリルを発射する。
カイザーロッド
劇中未使用。左肩のクレーンを伸縮させる。
カイザーバルカン
胸部のプレートに格納されている機関砲。
カイザーハリケーン
胸部から突風を起こす。
インパルスアタック
マイトガインと共に放つ跳び蹴り。
マイトガンナー
声 - 鈴木勝美
蒸気機関車（弾丸特急）、ロボ、キャノン砲に変形。性格は少々激しく荒っぽい。浜田によると500km離れた標的を誤差1cmで撃ち抜く事ができる。命中率は、百発百中。トレインモードの下部からグリップを出す事で、超電導砲としての運用も可能。最終決戦においてインペリアルに破壊されるが、決戦後に修復された。名乗りは「決して悪を許さない! 正義の早撃ちガンファイター、マイトガンナーとは、俺のことだ!」。
装備
セルフキャノン
胸部からのビーム砲。弾丸特急時にも使用できる。
グレートマイトガイン
声 - 中村大樹
舞人の「レッツ・マイトガイン!」の掛け声の後にマイトガインが「グレート・ダッシュ!!」とコールし、マイトカイザーが分離、強化パーツとなってマイトガインと超特急合体し完成する。2人で操縦する事も可能。名乗りはマイトガインと同一だが演出は異なる。また「急速合体!」の掛け声により、列車形態から、直接変形することもできる。
- 「グレート・ダッシュ!」の掛け声は山根の発案であり、グレートマジンガーとスクランブルダッシュから取られている。

装備、技
グレート動輪剣
マイティバルカン
マイティスライサー
シグナルビーム
グレートクラッシャー
劇中未使用。左腕のカイザー2によるドリル。
『スーパーロボット大戦X』にて披露。
グレートブレイカー
カイザー2とカイザー3を相手に発射する。第40話でカイザー2のみ発射しているが、技名は発していない。
グレートファイヤー
胸部の三角版から発射する熱線。
グレートビーム
劇中未使用。胸部から発射する10万度の高熱ビーム。
『スーパーロボット大戦T』にて披露され、使用時に相手に「MG」を象った風穴が空く演出が描かれた。
真っ向唐竹割り
グレートマイトガイン・パーフェクトモード
グレートマイトガインとマイトガンナーが合体した形態。シリーズ内で最多数メカによる合体（10体合体）を誇る。出力や火力は大幅にアップするものの、機動力は半減する。
巨大隕石ドガンテスを破壊する際や最終決戦など機動力が要求される場面においてはこの形態にはならず、グレートが弾丸特急を直接持つ形で運用された。この場合、キャノンの威力はパーフェクトモードより劣る。
武装
パーフェクトキャノン
マイトガンナーにグレートマイトガインの全エネルギーを注ぎ込み発射するキャノン砲。発射時には、コクピット内にターゲットスコープとトリガーが展開し、舞人が狙いを付けてトリガーを引く。
ギャラクシーエクスプレス
巨大隕石ドガンテスを破壊するために宇宙へ向かう際に編成された特別編成形態。カイザーキャリアの上部に弾丸特急を搭載したドリル特急とガイン・マイトウイングを格納したロコモライザーの重連の後部に超電導ブースターが接続されている。

### ボンバーズ
主に戦闘を担当するチームで、全員が血の気が多い。開発当初は特急モードとロボットモードのみだったが、浜田のアイディアによってアニマルモードを追加し、その際全員が以前の名前から改名した。全員が連結して「アニマル特急」となり、これがチーム全体の総称ともなっているが、ホーンボンバー加入後は「猛獣特急」が総称となった。勇者特急計画の初期段階で制作された特急隊の雛形的存在であり、超AIを最初に搭載したロボットでもある。また「超AI連動システム」により、合体後は一つの人格を形成する。
ライオボンバー
声 - 巻島直樹
200系新幹線（2000番台）に変形。旧名「やまびこボンバー」。アニマルモードは地上戦を得意とするライオン。ボンバーズのリーダー。
トライボンバーの頭部と胸部、バトルボンバーの胸部を構成。トライボンバー時は新幹線の先頭部分、バトルボンバー時はアニマルモードの頭部に変化する。玩具ナンバー「1」。
装備、技
ライオフレイム
アニマルモード時に口から発射する2000℃の火炎放射。
ライオレーザー
アニマルモードの目から発射するレーザー光線。
ライオクラッシャー
アニマルモードで鋭い爪と牙で、敵を切り裂く。
バルカン砲
ロボットモードの胸部に装備。
ダイノボンバー
声 - 掛川裕彦
スーパーひたち651系に変形。旧名「ひたちボンバー」。アニマルモードは肉弾戦・水中戦を得意とするティラノサウルス。
トライボンバーの右腕と右脚を構成。玩具ナンバー「2」。
装備、技
ダイノブリザード
アニマルモード時に口から発射するマイナス270度の冷気。
ダイノファイヤー
アニマルモード時の口からの火炎放射。
ダイノガーランド
アニマルモード時の鼻部分に装備されたバルカン砲。
ダイノハンマー
アニマルモード時の尻尾による一撃。
バルカン砲
ロボットモードの胸部に装備。
バードボンバー
声 - 菊池正美
成田エクスプレス253系に変形。旧名「成田ボンバー」。アニマルモードは空中戦を得意とする鳥型に変形する。
トライボンバーの左腕と左脚を構成。玩具ナンバー「3」。
装備、技
バードソニック
アニマルモード時に口から発射する6万サイクルの超音波。
バードスラッシュ
アニマルモード時の翼の刃で、敵を切り裂く。
バルカン砲
アニマルモード時の翼に装備。
ホーンボンバー
声 - 巻島直樹
100系新幹線に変形。旧名「ひかりボンバー」。アニマルモードは地上や水中共に活動できるトリケラトプス。ボンバーズのプロトタイプで、勇者特急隊としては最初に超AIを搭載した機体でもある。長らく封印状態にあったが、トライボンバーの大破を受けボンバーズのパワーアップメンバーとして強化改造が施された。
バトルボンバーの頭部、胸部の装甲、右肩のランチャー、翼を構成。玩具ナンバー「4」。
装備、技
ホーンダッガー
劇中未登場。腕から飛び出すカッター。
ホーングラッパー
劇中未登場。胸部から射出するアンカー
ホーンランチャー
アニマルモード時に背部から発射するミサイル。
ホーンダッシャー
アニマルモード時の技。猛スピードでの突進。
ホーンサンダー
劇中未登場。アニマルモード時の技。頭部の角を突き刺し、5億ボルトのプラズマエネルギーを放電する。
トライボンバー
声 - 巻島直樹
ボンバーズが猛獣三体合体して完成した格闘戦が得意なパワータイプの勇者。ボンバーズ単体時の5倍のパワーを誇る。合体後の人格は3体の人格が一つに形成されたものになる。飛龍との戦闘で敗れ大破し戦線離脱。バトルボンバー登場後はこちらには合体していない。
装備、技
ボンバーストリーマー
劇中未使用。頭部に取り付けられた30mm機銃。
ボンバーミサイル
胸部のノーズコーンから発射するミサイル。
ボンバーブレイク
劇中未使用。超音速で繰り出すロケットパンチ。
「スーパーロボット大戦シリーズ」では武器として実装されている。
ボンバーガントレット
超音速で繰り出される抜き手による突き。敵ロボットの装甲を貫通した後、コアを握り潰す。
合体剣
劇中未使用。玩具に付属しているボンバーズ3体の武器を合体させたものだが、トライボンバーは肉弾戦タイプのキャラクター付けがされたため本編未登場。
バトルボンバー
声 - 巻島直樹
ホーンボンバーを加えたボンバーズが猛獣四体合体した勇者。空中戦にも対応。最終決戦において、パープルの攻撃から舞人を庇って破壊されるが、最終決戦後に修理された。
装備、技
ボンバーブレイク
トライボンバー同様。
ボンバーガントレット
劇中未使用。ゲーム作品では実装されている。
バトルランチャー
右肩に新たに装備されたランチャーから超伝導ミサイルを発射する。ダイナマイト1万5000本の威力を誇る。
バトルバースト
胸部から超高熱の火炎放射。
ボンバークラッシュ
「スーパーロボット大戦シリーズ」にて披露。急降下しての蹴りで相手を貫く。

### ダイバーズ
主に救助を担当する冷静沈着なメンバーで構成されている。全員が合体して、TGVに似た姿をした「レスキュー特急」となる。マイトガインやボンバーズより後に制作されているため、超AIや合体におけるシステムなどの精度が増している。単体でもそこそこの戦闘力を有しているボンバーズと異なり、合体前の姿での活躍は少なく、主にサポートやバックアップという役割に回る。
ファイアダイバー
声 - 置鮎龍太郎
ダイバーズのリーダー。消防車から変形。
元は人が乗って操縦するメカだったが、超AIを搭載して自分の意思を持たせられた。
ガードダイバーの上半身、レスキュー特急の前部を構成。玩具ナンバー「1」。
装備
ファイアディスチャージャー
両肩に装備された砲水銃から消化液を放射する
ファイアロケッター
胸部から発射するロケット弾。
ポリスダイバー
声 - 巻島直樹
パトカーから変形。スピードと機動力はダイバーズ一。攻撃力と分析力にも優れている。
ガードダイバーの腰から太腿、レスキュー特急の上部を構成。玩具ナンバー「2」。
装備
ポリスマグナム
大腿部に装備された専用の実弾銃。
ポリスミサイル
胸部から発射する小型ミサイル。
ジェットダイバー
声 - 菊池正美
ジェット機から変形。空からの救助活動が主な任務で、ジェット機の中央に救助用のゴンドラ「ジェットケージ」を装備している。照準性能と機動力に優れる。
ガードダイバーの左脚、レスキュー特急の後部ブロックを構成。玩具ナンバー「3」。
装備
ジェットエリミネーター
高周波ライフル。
ジェットタイフーン
体内のジェットエンジンを逆回転させ、肩のエアインテークから強力な竜巻を起こす。
ジェットクラスター
ジェットモードの機首に装備された機銃。
ドリルダイバー
声 - 掛川裕彦
ドリル戦車から変形。ダイバーズ一の防御力を誇る。
ガードダイバーの右脚、レスキュー特急の中間ブロックを構成。玩具ナンバー「4」。
装備
ドリルグレネード
専用の万能ランチャー。
ドリルハーケン
劇中未使用。両肩のキャタピラを伸ばす。
バルカン
肩から発射する。
ガードダイバー
声 - 置鮎龍太郎
ダイバーズが緊急四体合体して完成する救助型勇者。性格はダイバーズ4体の性格が1つに形成されたものになる。礼儀正しい性格で人命救助を優先に設計されている。水をくみ出すポンプ機能は戦闘、救助の両方で活用される。両腕のダイバーアームは卵を割らずにつまめるほど器用だが、反面パンチ力は低い。パープルとの決戦において、逃げ遅れた少女を庇い洗礼ロボの軍勢内に孤立し、集中攻撃を浴びて破壊されるが、最終決戦後に修理される。
装備、技
ダイバーライフル
レスキュー用から攻撃用まで多目的に使用できる銃。
ダイバースパーク
劇中未使用。全身のライトにエネルギーを集中して、光を発生させる。
ダイバーデトネイター
両肩に装備された速射砲（高周波弾という解説もある）。
ダイバーアタック
劇中未使用。背部に装備された梯子による攻撃。
ダイバーアンカー
胸部に装備された連結器を発射する。
ダイバーギムレット
右足のドリルによる蹴り。
ハイドロキャノン
両肩の砲台から撃ち出す強力な放水。

### その他
マイトステーション / 大列車フォートレス
勇者特急隊の基地であり、平時は管制塔部分のみが地上に出ているが、事件発生時には地下からタワーがせり出し、内部に格納されている各車両を発進させる。中盤にて、青戸の工場や旋風寺邸など各地に分散していた整備待機施設などを1つに集めた移動基地「大列車フォートレス」としての機能も明かされており、この形態では飛行も可能となっている。
ガバメントドッグ
ヌーベルトキオシティの警察や米国の警察で採用されている鎮圧ロボット。車型から犬の顔に手足が生えたような戦闘形態に変形可能だがウォルフガングやホイ・コウ・ロウのメカはおろか、1話に登場した際には重機の改良型と思われるメカにすら手も足も出ないなど、結局は対人鎮圧にしか役に立たない性能でしかない。
JIS125式
世界各国の正規軍に配備されている戦闘ロボ。フルモニター式の頭部を装備しており人型のデザインになっている。ガバメントドッグとは比較にもならないほど強力だがアトラスMk-IIや洗礼ロボットには太刀打ちできなかった。一般機は茶色で隊長機は赤色にカラーリングされている。
ブラックガイン / ブラックマイトガイン
声 - 松本保典
第16話に登場。超AIの秘密を入手したホイが製作したガインの完全コピー。性能の全てを複製しており、能力は互角だが言語能力はオリジナルより若干劣るようで早口言葉が苦手だった。ブラックマイトウイング、ブラックロコモライザーも同時に複製されており、オリジナルのブラックパイルダーを含めた4体合体が可能。合体後のブラックマイトガインのデザインは頭部を初めとした各部が鋭角化しており、眼つきが鋭くなっている。信号も青信号ではなく赤信号が使われている。ガインの正義の心までコピーしてしまい、製造者であるホイを裏切り勇者特急隊に協力し、舞人やガインと親交を持つ。そのため、ホイはコントロールマスクを用いて、ブラックガインを洗脳し、外部操縦機能を悪用したブラックパイルダーで強制合体して操った。その後、マイトガインの活躍やブラックガインの自己犠牲もあって大破する。だが、最終決戦後に勇者特急隊と共に修理されているシーンが描かれた。ゲストながら登場エピソードには大きな反響があり、高い人気がある。決め台詞は、ホイとチンジャによる「暗い翼に、殺意を乗せて、灯せ、不幸の赤信号! 悪者特急ブラックマイトガイン! 定刻破って、只今到着!」。

## 敵対勢力兵器

### ジョーの機体
飛龍（）
ウォルフガングが雷張ジョーに与えた巨大ロボット。試作可変戦闘ロボで「隼号」と呼称するポルシェ・928の意匠を模したエレカが胸部部分に合体。コクピットとなる。この世界では数少ない超電導ジェットに変形。
ロボット形態でもある程度の飛行能力も持ち、変形を駆使し、空中を利用した立体戦闘を得意とする。この機体を目にした時、舞人は「マイトウィング以外に超電導ジェットがあったなんて」と驚愕した
元の名称は「ソニック」だが、ジョーが飛龍と名付けた。ウォルフガングは完成型のメガソニック8823でマイトガインと戦うが、当て馬にされたために激怒したジョーに破壊された。この時に使用した銃は飛龍の手に渡り、ヒリュウブレイザーとして使用される。
幾度となく舞人の前に立ちふさがり、トライボンバーの機能を停止寸前にし、マイトガインを倒しロコモライザーを修理不能寸前にまで大破させたが、完成直後のマイトカイザーが繰り出したドリルクラッシャーによって撃破される。
武装
ヒリュウブレイザー
三節棍
槍
トンファー
脚部ミサイル
轟龍（）
エグゼブの軍門に下ったウォルフガングが製造した巨大ロボットで、マイトカイザーによって飛龍を失ったジョーが搭乗する。ロボットの他にジェット、ドリルタンク、基地形態へ四段変形する。「大鷲号」と呼称するエレカが胸部部分に合体して、コクピットとなる。
グレートマイトガインと同等の能力を持つ。発展量産型の「アトラスMk-II」、強化量産型「ε（イプシロン）」が登場。
ウォルフガングの示した図面には当初、ドリル頭のロボットが描かれており、それを見たエグゼブは「頭のドリル」は趣味に合わず外す様に注文を付けた。その結果、文字通り頭部に位置するドリルを変形時に脱ぐように変更しただけで、ジェット形態は機首に装備する仕様のまま完成させた。これが後にエグゼブの命運を左右することになる。「アトラスMk-II」と「ε」は思惑通りオミットされている。
設定では四段変形だが、基地形態は1カット写るのみでドリルタンク形態は登場せず。
武装
ゴウリュウキャノン
ブースターナックル
ミサイル

### トレジャーロボテック系
リッケンバッカー
パープルが流した超AIを狂わす電波の発進源「ARKテレビ」の護衛役である量産ロボ。全部で4体登場。武器は左腕の銃。頭部のプロペラで空も飛べる。最後はパーフェクトキャノンによって破壊された。
アトラスMKII
轟龍の強化発展型。スイートデビル隊と名乗る3人の傭兵が乗り込み、マイトガインと戦った。主にミサイル、それにそれぞれビームサーベル、ビームグレイブ、ビームアックスを武器として使用し、たった3機で正規軍の精鋭ロボット部隊を全滅させる程の戦闘能力を持つ。原型の轟龍から変更された部分が多く、ビームキャノン（ゴウリュウキャノン）などはアトラスMK-IIではオミットされている。
インペリアル
最終決戦にてエグゼブが操縦した超巨大ロボット。グレートマイトガインを玩具呼ばわりし、手で握りつぶす程の巨大なサイズを有する。巨大な剣を武器とする他、胸から放つビームはパーフェクトキャノンをも押し返し、マイトガンナーまで弾き飛ばす威力を持つ。轟龍の捨て身の特攻により爆発四散した。
Ζ（ツェット）
ウォルフガングが造ったロボットで、パイロットと共に洗礼されて変貌してしまった。魔のオーラによる再生能力を持つ。
当初は機体色は青だったが、洗礼ロボットとして再登場した際は赤になっていた。
Υ（イプシロン）
飛行ロボット。アトラスMk-IIが洗礼されたもの。魔のオーラによる再生能力を持つ。武器はゴウリュウキャノンに酷似したマシンガン。
Χ（イクス）
歩兵ロボット。リッケンバッカーが洗礼されて姿を変えたもの。魔のオーラによる再生能力を持ち勇者特急隊のありとあらゆる攻撃を跳ね返しつつ徒党を組んで進撃する。
空中要塞ブランカ
パープルが指揮する空中要塞。魔のオーラによるバリアでいかなる攻撃も受け付けないが、最後はサリーのイノセントウェーブにより無効化されたところをグレートマイトガイン・パーフェクトモードのパーフェクトキャノンを受けて爆散する。

## メカニック
ダイヤグラマー
舞人が装備しているブレスレット。勇者特急隊との通信、マイトガイン・マイトカイザー・グレートマイトガインへの合体指令に用いられる。

## スタッフ
（オープニング、エンディングクレジットより）
- 企画 - サンライズ
- 原作 - 矢立肇
- チーフライター - 小山高生
- 脚本協力 - ぶらざぁのっぽ
- キャラクターデザイン - 石田敦子、オグロアキラ
- メカデザイン - 大河原邦男
- 美術 - 岡田有章
- 色彩設計 - 歌川律子
- チーフメカ作監 - 山根理宏
- デザイン協力 - デザインメイト、岡田有章（デザインオフィス メカマン）
- 音響 - 千葉耕市
- 撮影 - 杉山幸夫、森夏子
- 音楽 - 工藤隆
- 監督 - 高松信司
- プロデューサー - 今井慎、加古均（名古屋テレビ）、小原麻美（東急エージェンシー）、古沢文邦、吉井孝幸（サンライズ）
- 制作 - 名古屋テレビ、東急エージェンシー、サンライズ

## 主題歌
オープニング
「嵐の勇者（ヒーロー）」
作詞 - 横山武、作曲・編曲 - 樫原伸彦、歌 - 岡柚瑠
最終回では本曲のピアノインストゥルメンタルバージョン「嵐の勇者〜recollection〜」（編曲 - 工藤隆）がエンディングとして使用された。
歌唱を手がけた岡はヒーローアニメならではの独特な歌詞（悪が滅びるまで、など）に最初は苦労した、とコメントしている。
オープニング映像は実際に番組で使用された2パターンの他、先行試写会で使用されたイベント用のバージョンも存在しており、2022年1月にリリースされた「DX BRAVEST」にも前出の2パターンと共に収録されている。設定用のイラストを利用した影絵調のこのバージョンは、先行試写会までにオープニング映像が間に合わなかったため、3日ででっちあげたものであることを後に高松が述懐している。
エンディング
「危険なゴールド」(第1 - 26話)
作詞 - 横山武、作曲 - 前田克樹、編曲 - 鶴由雄、歌 - Marie Cochrane
「Black diamond」(第27 - 46話)
作詞 - 横山武、作曲・編曲 - 樫原伸彦、歌 - PURPLE
パープルが歌唱している設定だが、実際の歌唱担当者は不明。パープル役の鈴木勝美の公式HPには担当した旨が記載されているが、高松信司は否定しており、インタビュー内では「この際ですから「勝美さんではないですが、パープルが歌っている」ということにしましょう」と発言している。

挿入歌
「レッツ・マイトガイン!!」
作詞 - 横山武、作曲・編曲 - 工藤隆、歌 - 露湖藻雷蔵
舞人役の檜山修之と浜田役の菊池正美がカバーした舞浜Bros.Verも存在する。
「グレート・ダッシュ!!」
作詞 - 横山武、作曲・編曲 - 工藤隆、歌 - 露湖藻雷蔵 & 海蔵
「IPPON CHA3」
作詞・作曲・編曲 - 村治崇光、歌 - THE家元
第3、10話にて使用。
「SCANDAL」
作詞 - 横山武、作曲 - 小路隆  編曲 - 樫原伸彦、歌 - PURPLE
第22、39話にて使用。

## 各話リスト
| 話数 | サブタイトル                        | 脚本            | 絵コンテ   | 演出       | 作画監督                            | 放送日         | 登場メカ                                              |
| ---- | ----------------------------------- | --------------- | ---------- | ---------- | ----------------------------------- | -------------- | ----------------------------------------------------- |
| 1    | あれが噂のマイトガイン              | 小山高生        | 握乃手紗貴 | 菱川直樹   | 石田敦子（キャラ） 山根理宏（メカ） | 1993年 1月30日 | スィーパー クラッシャー ギムレット ティーゲル5656     |
| 2    | 吠えて発進! ボンバーズ              | 小山高生        | 握乃手紗貴 | 南康宏     | 佐々門信芳                          | 2月6日         | アタアッシュロボ パオズ                               |
| 3    | こいつは強い! 剣豪ロボ              | 小山高生        | 石踊宏     | 石踊宏     | 久行宏和(中村プロ)                  | 2月13日        | ケンゴー                                              |
| 4    | 緊急出動! ダイバーズ                | 小山高生        | 菊池一仁   | 関田修     | 直井正博                            | 2月20日        | ハーメルン                                            |
| 5    | 大統領を守りぬけ!                   | 渡辺誓子        | 菊池一仁   | 南康宏     | 佐々門信芳                          | 2月27日        | チューレンパイ1号 チューレンパイ2号 チューレンパイ3号 |
| 6    | 登場! 宿命のライバル                | 菅良幸          | 冨永恒雄   | 菱川直樹   | 石田敦子（キャラ） 山根理宏（メカ） | 3月6日         | パンツァーCR17                                        |
| 7    | 悪魔の大文字焼き                    | 植竹須美男      | 杉島邦久   | 杉島邦久   | 高谷浩利                            | 3月13日        | 飛行要塞・ヤッコー                                    |
| 8    | 納豆に手を出すな!                   | 井上敏樹        | 石踊宏     | 石踊宏     | 直井正博                            | 3月27日        | フロマージュ                                          |
| 9    | 恐怖のルーレット                    | 川崎ヒロユキ    | 谷田部勝義 | 谷田部勝義 | 久行宏和(中村プロ)                  | 4月3日         | トレインボム                                          |
| 10   | ミフネ大仏の御利益地獄              | 菅良幸          | 菱川直樹   | 菱川直樹   | 佐々門信芳                          | 4月10日        | ニンジャ                                              |
| 11   | 紅の翼! 飛龍登場                    | 平野靖士        | 握乃手紗貴 | 南康宏     | 石田敦子（キャラ） 山根理宏（メカ） | 4月17日        | 飛龍 メガソニック8823                                 |
| 12   | サロスの指輪                        | 川崎ヒロユキ    | 杉島邦久   | 杉島邦久   | 直井正博                            | 4月24日        | ミレーヌI ミレーヌII ミレーヌIII ミレニアン           |
| 13   | 荒野の決闘                          | 植竹須美男      | 石踊宏     | 石踊宏     | 高谷浩利                            | 5月1日         | デス・ファイヤー グリズリー                           |
| 14   | ボンバーズ夕闇に死す?!              | 渡辺誓子        | 菊池一仁   | 関田修     | 久行宏和(中村プロ)                  | 5月8日         | 任侠ロボット ギャング・ロボット                       |
| 15   | 最も危険な遊戯（ゲーム）            | 菅良幸          | 菱川直樹   | 菱川直樹   | 佐々門信芳                          | 5月15日        | カラテ                                                |
| 16   | ブラックガイン                      | 井上敏樹        | 杉島邦久   | 杉島邦久   | 石田敦子（キャラ） 山根理宏（メカ） | 5月22日        | 任侠ロボット ギャング・ロボット                       |
| 17   | 完成! バトルボンバー                | あみやまさはる  | 握乃手紗貴 | 南康宏     | 直井正博                            | 5月29日        | マルス1133 シュタルク4126                             |
| 18   | 永遠（とわ）に美しく                | 植竹須美男      | 石踊宏     | 石踊宏     | 高谷浩利                            | 6月5日         | クルーター オクトパシー                               |
| 19   | よみがえる戦国武将                  | 川崎ヒロユキ    | 菊池一仁   | 関田修     | 久行宏和(中村プロ)                  | 6月12日        | アシュラ                                              |
| 20   | うごめく巨大な悪の影                | 小山高生        | 菱川直樹   | 菱川直樹   | 佐々門信芳                          | 6月19日        |                                                       |
| 21   | 勇者特急調査指令                    | あみやまさはる  | 杉島邦久   | 杉島邦久   | 直井正博                            | 6月26日        | D9-B D9-B2 クールミント3636                           |
| 22   | 美しき悪の華                        | 渡辺誓子        | 南康宏     | 南康宏     | 石田敦子（キャラ） 山根理宏（メカ） | 7月3日         | シャオマイ                                            |
| 23   | 激突! 飛龍VSマイトガイン            | 菅良幸          | 菊池一仁   | 菱川直樹   | 佐々門信芳                          | 7月10日        | クラッペ4545                                          |
| 24   | マイトカイザー見参!                 | 菅良幸          | 日高政光   | 日高政光   | 高谷浩利                            | 7月17日        |                                                       |
| 25   | 正義のハートは一万度                | 川崎ヒロユキ    | 石踊宏     | 石踊宏     | 久行宏和(中村プロ)                  | 7月24日        | リンリン ランラン                                     |
| 26   | 赤い霧の恐怖                        | 植竹須美男      | 杉島邦久   | 杉島邦久   | 寺岡巌                              | 7月31日        | 魔風ロボット 妖風ロボット 闇風ロボット 轟龍           |
| 27   | 飛び立て! G（グレート）マイトガイン | 植竹須美男      | 握乃手紗貴 | 南康宏     | 石田敦子（キャラ） 山根理宏（メカ） | 8月7日         | 轟龍 小惑星ドガンデス                                 |
| 28   | ミフネの国盗りサミット              | 小山高生 浅井薫 | 菱川直樹   | 菱川直樹   | 佐々門信芳                          | 8月14日        | 仁王ロボット・ニオー                                  |
| 29   | 勇者の休日                          | あみやまさはる  | 菊池一仁   | 南康宏     | 高谷浩利                            | 8月21日        | スノービー                                            |
| 30   | 戦え! 屋台ラーメン                  | 菅良幸          | 杉島邦久   | 杉島邦久   | 寺岡巌                              | 8月28日        | グヤトーン                                            |
| 31   | 友情の合体バトル                    | 菅良幸          | 石踊宏     | 石踊宏     | 久行宏和(中村プロ)                  | 9月11日        | テレキャスター ストラトキャスター                     |
| 32   | 弾丸特急マイトガンナー              | あみやまさはる  | 日高政光   | 日高政光   | 石田敦子（キャラ） 山根理宏（メカ） | 9月25日        | ドライツェン1313                                      |
| 33   | 参上! 女ねずみ小僧?!                | 高橋義昌        | 菱川直樹   | 菱川直樹   | 佐々門信芳                          | 10月2日        | アルセーヌ                                            |
| 34   | 悪夢のオンエアー                    | 山田靖智        | 菊池一仁   | 南康宏     | 寺岡巌                              | 10月9日        | リッケンバッカー                                      |
| 35   | 決戦! 轟龍VSグレート                | 菅良幸          | 杉島邦久   | 杉島邦久   | 高谷浩利                            | 10月16日       |                                                       |
| 36   | 巨大カボチャの襲来                  | 細井能道        | 石踊宏     | 石踊宏     | 久行宏和(中村プロ)                  | 10月23日       | バンプキン                                            |
| 37   | 胡蝶の夢                            | 植竹須美男      | 谷田部勝義 | 菱川直樹   | 石田敦子                            | 11月6日        | ;コチョウ ハンニャ                                    |
| 38   | 大江戸ランド独立宣言                | 高橋義昌        | 菊池一仁   | 南康宏     | 佐々門信芳                          | 11月13日       | ショーグン                                            |
| 39   | 勇者の秘密に迫れ!                   | 植竹須美男      | 握乃手紗貴 | 握乃手紗貴 | 寺岡厳                              | 11月20日       | マルガリータ                                          |
| 40   | 恐竜いただきます!                   | あみやまさはる  | 杉島邦久   | 杉島邦久   | 高谷浩利                            | 11月27日       | プレシオーネ                                          |
| 41   | 黒い戦慄                            | 菅良幸          | 日高政光   | 日高政光   | 久行宏和(中村プロ)                  | 12月4日        | アトラスMKII                                          |
| 42   | 炎の五体連結攻撃                    | 植竹須美男      | 菱川直樹   | 菱川直樹   | 寺岡巌                              | 12月11日       | ライジン ジンライ ライゴー                            |
| 43   | 悪魔の洗礼                          | 菅良幸          | 南康宏     | 南康宏     | 佐々門信芳                          | 12月18日       | Ζ（ツェット）                                         |
| 44   | 最後のクリスマス                    | 小山高生        | 杉島邦久   | 杉島邦久   | 高谷浩利                            | 12月25日       | Υ（イプシロン） Χ（イクス）                           |
| 45   | 世界征服作戦                        | 小山高生        | 菊池一仁   | 菱川直樹   | オグロアキラ                        | 1994年 1月8日  | 空中要塞ブランカ Υ（イプシロン） Χ（イクス）          |
| 46   | 絶望からの脱出                      | 小山高生        | 日高政光   | 日高政光   | 寺岡巌                              | 1月15日        | 空中要塞ブランカ Υ（イプシロン） Χ（イクス）          |
| 47   | 嵐を呼ぶ最終回                      | 小山高生        | 握乃手紗貴 | 南康宏     | 久行宏和（中村プロ） 石田敦子       | 1月22日        | インペリアル Υ（イプシロン）                          |

## 放送局
| 放送対象地域                                                       | 放送局                            | 系列           | ネット形態 | 備考                                 |
| ------------------------------------------------------------------ | --------------------------------- | -------------- | ---------- | ------------------------------------ |
| 中京広域圏                                                         | 名古屋テレビ                      | テレビ朝日系列 | 制作局     |                                      |
| 関東広域圏                                                         | テレビ朝日                        | テレビ朝日系列 | 同時ネット |                                      |
| 北海道                                                             | 北海道テレビ                      | テレビ朝日系列 | 同時ネット |                                      |
| 青森県                                                             | 青森朝日放送                      | テレビ朝日系列 | 同時ネット |                                      |
| 宮城県                                                             | 東日本放送                        | テレビ朝日系列 | 同時ネット |                                      |
| 秋田県                                                             | 秋田朝日放送                      | テレビ朝日系列 | 同時ネット |                                      |
| 山形県                                                             | 山形テレビ                        | テレビ朝日系列 | 同時ネット | 1993年3月30日から                    |
| 福島県                                                             | 福島放送                          | テレビ朝日系列 | 同時ネット |                                      |
| 新潟県                                                             | 新潟テレビ21                      | テレビ朝日系列 | 同時ネット |                                      |
| 長野県                                                             | 長野朝日放送                      | テレビ朝日系列 | 同時ネット |                                      |
| 静岡県                                                             | 静岡けんみんテレビ→静岡朝日テレビ | テレビ朝日系列 | 同時ネット | [ 注釈 17 ]                          |
| 富山県                                                             | 北日本放送                        | 日本テレビ系列 | 遅れネット | 1993年2月9日から1994年2月1日まで放送 |
| 石川県                                                             | 北陸朝日放送                      | テレビ朝日系列 | 同時ネット |                                      |
| 近畿広域圏                                                         | 朝日放送                          | テレビ朝日系列 | 先行放送   | [ 注釈 18 ]                          |
| 広島県                                                             | 広島ホームテレビ                  | テレビ朝日系列 | 同時ネット |                                      |
| 山口県                                                             | テレビ山口                        | TBS系列        | 遅れネット | 1993年9月まで                        |
| 山口県                                                             | 山口朝日放送                      | テレビ朝日系列 | 同時ネット | 1993年10月開局から                   |
| 香川県 岡山県                                                      | 瀬戸内海放送                      | テレビ朝日系列 | 同時ネット |                                      |
| 愛媛県                                                             | テレビ愛媛                        | フジテレビ系列 | 遅れネット |                                      |
| 高知県                                                             | テレビ高知                        | TBS系列        | 遅れネット |                                      |
| 福岡県                                                             | 九州朝日放送                      | テレビ朝日系列 | 同時ネット |                                      |
| 長崎県                                                             | 長崎文化放送                      | テレビ朝日系列 | 同時ネット |                                      |
| 熊本県                                                             | 熊本朝日放送                      | テレビ朝日系列 | 同時ネット |                                      |
| 大分県                                                             | 大分朝日放送                      | テレビ朝日系列 | 同時ネット | 1993年10月開局から                   |
| 宮崎県                                                             | 宮崎放送                          | TBS系列        | 遅れネット | [ 注釈 20 ]                          |
| 鹿児島県                                                           | 鹿児島放送                        | テレビ朝日系列 | 同時ネット |                                      |
| 沖縄県                                                             | 琉球放送                          | TBS系列        | 遅れネット |                                      |
| 未放送地域：岩手県・山梨県・福井県・徳島県・鳥取県・島根県・佐賀県 |                                   |                |            |                                      |

## ラジオドラマ「嵐を呼ぶハネムーン」
本作品終了後に、ラジオ番組『勇者王への道』（1997年4月 - 9月、文化放送他）内にて放送された、全4話のラジオドラマ。テレビシリーズの最終回直後を描いた物語となっており、後述の通りCD化もなされている。
あらすじ
新婚旅行に出発した舞人とサリーが泊まる宿に、ガインと浜田・青木・いずみが駆けつける。舞人からの緊急シグナルを受信してやって来たというのだが、舞人本人はシグナルを送っていないという。そんな時、倒したはずのウォルフガング、カトリーヌ・ビトン、ショーグン・ミフネ、ホイ・コウロウの巨大ロボットが旅行先を襲撃。ところが、4人共に当日はアリバイがあり、襲撃した覚えは無いと言い張る。一方でサリーは、その事件の影にかつての知人が関わっているのではないかと疑っていた。

## 関連商品

### 玩具・食玩・その他立体物
玩具
タカラ（現・タカラトミー）
- 特急合体 マイトガイン
- ドリル特急合体 マイトカイザー
- 超特急合体 グレートマイトガイン（マイトガイン・マイトカイザーのセット）
- 弾丸特急 マイトガンナー
- ダイヤグラマー
- ガインショット
- 動輪剣
- 猛獣3体合体 1 ライオボンバー
- 猛獣3体合体 2 ダイノボンバー
- 猛獣3体合体 3 バードボンバー
- 猛獣3体合体＋1 4 ホーンボンバー
- 猛獣3体合体 トライボンバー（ライオボンバー・ダイノボンバー・バードボンバーのセット）
- 緊急4体合体 1 ファイアダイバー
- 緊急4体合体 2 ポリスダイバー
- 緊急4体合体 3 ジェットダイバー
- 緊急4体合体 4 ドリルダイバー
- 緊急4体合体 ガードダイバー（ファイアダイバー・ポリスダイバー・ジェットダイバー・ドリルダイバーのセット）
- ジェット変形 飛龍
- 4段変形 轟龍
- 大列車要塞 マイトステーション
- STD（スタンダード）特急合体 マイトガイン（マイトウィング・ガインは列車形態からの変形不可）
- STD4体合体 バトルボンバー（トライボンバーにも合体可、ボンバーズ各機は列車形態からの変形不可）
- STDドリル特急合体 マイトカイザー（カイザーキャリアは省略）
- STD超特急合体 グレートマイトガイン・パーフェクトモード（マイトガイン・カイザー各機は新規造形。マイトカイザーの組み立て及び、ガイン・マイトウィング・マイトガンナーの列車形態からの変形は不可）
- 超勇者復古烈伝（2005年発売の復刻版。彩色や音声ギミックを一新）
  - BR-01 マイトガイン
  - BR-02 マイトカイザー
  - BR-03 マイトガンナー
  - BR-04 グレートマイトガイン・パーフェクトモード（BR-01から03のセット）

バンダイ
- スーパーロボット超合金 マイトガイン
- スーパーロボット超合金 ブラックマイトガイン（プレミアムバンダイ・魂ウェブ商店通販限定）

グッドスマイルカンパニー
- THE合体 マイトガイン
- THE合体 マイトカイザー
- THE合体 マイトガンナー＋パーフェクトオプションセット
- THE合体 カイザーキャリア（グッドスマイルオンラインショップ限定）
- THE合体 ブラックマイトガイン

ホビージャパン
- AMAKUNI機神 グレートマイトガイン
- AMAKUNI機神 グレートマイトガイン オプションパーツセット

食玩
カバヤ食品
- マイトガインガム
  - 第1弾 マイトガイン（分離可、ただしマイトウィング・ガインの列車形態からの変形は不可）、ライオボンバー、ダイノボンバー、バードボンバー（ボンバーズ各機は変形・トライボンバーへの合体ともに可）
  - 第2弾 ファイアダイバー、ポリスダイバー、ジェットダイバー、ドリルダイバー（各機変形およびガードダイバーへの合体可）
  - 第3弾 カイザードリル、カイザー1、カイザー2＆カイザー4、カイザー3＆カイザー5（全種類を揃えてマイトカイザーに合体可）

- BIGマイトガインガム
  - 第1弾 マイトガイン、トライボンバー（いずれも分離不可・一部彩色済み）
  - 第2弾 マイトガイン、マイトガンナー（マイトガインは新規造形で分離不可。マイトガンナーは変形可。マイトガインガム第3弾と組み合わせて、グレートマイトガイン・パーフェクトモードに合体可）

- マイトガインチョコ
  - 第1弾 マイトガイン、ガイン、ライオボンバー、ダイノボンバー、バードボンバー
  - 第2弾 ガードダイバー、ファイアダイバー、ポリスダイバー、ドリルダイバー、ジェットダイバー、トライボンバー
  - 第3弾 グレートマイトガイン、マイトカイザー、マイトガンナー、バトルボンバー、ゴーリュー

- 勇者伝説ブレイブガム
  - マイトガイン（第2弾にて発売）
  - マイトカイザー（第3弾にて発売、マイトガインと組み合わせてグレートマイトガインに合体可）
  - グレート合体セット グレートマイトガインセット

バンダイ
- 勇者列伝COLLECTION
  - マイトガイン（第1弾にて発売）

- SMP 勇者特急マイトガイン
  - 第1弾 ガイン（列車形態に変形可能）&マイトウイング（列車形態に変形可能）、ロコモライザーA、ロコモライザーB（全種でマイトガインに合体可能）
  - 第2弾 カイザードリル&カイザー1、カイザー2&カイザー3、カイザー4&カイザー5（全種でマイトカイザーに合体可能な他、第1弾の全種と組み合わせてグレートマイトガインに合体可能）
  - ブラックマイトガイン（プレミアムバンダイ・キャンディトイオンラインショップ限定）
  - 飛龍（プレミアムバンダイ・キャンディトイオンラインショップ限定）
  - カイザーキャリア&嵐を呼ぶ動輪剣スペシャルセット（プレミアムバンダイ・キャンディトイオンラインショップ限定）（マイトカイザーと組み合わせると、ドリル特急を再現可能）
  - 轟龍（プレミアムバンダイ・キャンディトイオンラインショップ限定）
  - マイトガンナー（プレミアムバンダイ・キャンディトイオンラインショップ限定）（マイトガインとマイトカイザーと合体させることで、グレートマイトガイン・パーフェクトモードに合体可能）
  - ガイン&ブラックガイン（プレミアムバンダイ・キャンディトイオンラインショップ限定）

プラモデル
フジミ模型
- 1/144 グレートマイトガイン
- 1/144 グレートマイトガイン・パーフェクトモード

コトブキヤ
- D-スタイル マイトガイン
- D-スタイル マイトガイン「嵐を呼ぶ最終回」（コトブキヤショップ限定）

ガレージキット
スタジオ・ハーフ・アイ
- 最小変形 マイトガイン
- 最小変形 マイトカイザー
- 最小変形 マイトガンナー
- 最小変形 ブラックマイトガイン
- 最小変形 轟龍

フィギュア
ユージン
- SR 吉永サリー（制服）- 1000個限定の夏服版もあり。
- SR 吉永サリー（水着）- アニメディア'93年8月号表紙のスクール水着姿の立体化。

### 映像・音楽ソフト
特記のない限り、いずれも発売元はビクターエンタテインメント。
- 勇者特急マイトガイン VHS 1 - 16（1993年9月22日 - 1994年4月21日）
  - テレビシリーズ全話の映像ソフト化。各巻3話（16巻のみ2話）収録。
- 勇者特急マイトガイン VHS スペシャルセレクション 1 - 6（1993年8月12日 - 1994年4月22日）
  - テレビシリーズのセレクション版。以上、いずれも発売元はCICビクター・ビデオ。
- 勇者特急マイトガイン LD-BOX 1（1995年7月15日）
  - 第1 - 20話までを収録、5枚組。映像特典として番宣スポット、ノンクレジットOP・ED、未公開OP映像を収録。
- 勇者特急マイトガイン LD-BOX 2（1995年12月16日）
  - 第21 - 47話までを収録、7枚組。映像特典として後期版のノンクレジットOP・EDを収録。
- 勇者特急マイトガイン DVD-BOX I（2005年9月22日）
  - 第1 - 25話までを収録、5枚組。映像特典に設定線画の静止画集。初回特典としてグレートマイトガインのフルアクションフィギュア（製作：シーエムズコーポレーション）が付属。
- 勇者特急マイトガイン DVD-BOX II（2005年11月23日）
  - 第26 - 47話までを収録、5枚組。映像特典にOP集、ED集、予告・番宣集。初回特典として轟龍のフルアクションフィギュア（製作：シーエムズコーポレーション）が付属。
- 勇者特急マイトガイン Blu-ray BOX I（2023年1月30日）
  - 第1 - 24話までを収録、4枚組。発売元はフライングドッグ。
- 勇者特急マイトガイン Blu-ray BOX II（2023年4月26日）
  - 第25 - 47話までを収録、4枚組。発売元はフライングドッグ。
- 勇者特急マイトガイン（1993年2月24日）
  - OPとEDを収録したシングルCD。
- 勇者特急マイトガイン VOl.1（1993年6月23日）
  - オリジナル・サウンドトラック。
- Black Diamond（1993年8月21日）
  - 後期ED、および挿入歌の「SCANDAL」を収録したシングルCD。
- 勇者特急マイトガイン VOl.2（1993年10月21日）
  - オリジナル・サウンドトラック。
- 勇者特急マイトガイン 歌のアルバム（1993年12月16日）
  - 声優陣によるミニドラマを交えたイメージアルバム。
- 『勇者特急マイトガイン』〜 嵐を呼ぶハネムーン（1997年9月22日）
  - 前述のラジオドラマのCD化。

### ゲーム
- ブレイブサーガシリーズ
  - PS『新世代ロボット戦記ブレイブサーガ』
  - PS『ブレイブサーガ2』
  - GBC『ブレイブサーガ 新章 アスタリア』
- PS2『新世紀勇者大戦』
- スーパーロボット大戦シリーズ
  - PS4/PS VITA『スーパーロボット大戦V』 - シリーズ初参戦作品。同作品ではエグゼブの手により主要4組織（ウォルフガング一味、ピンク・キャット、影の軍団、アジアン・マフィア）が統一された組織「デンジャラスゴールド同盟」として悪事を働く。主要メカニックは通常の雑魚に加え、傭兵が搭乗する一部のMSが登場する。
  - PS4/PS VITA『スーパーロボット大戦X』 - 同作品ではパープルと4組織が率いる「ブラックダイヤモンド連合」が、『魔神英雄伝ワタル』のドアクダー軍団と結託している。
  - PS4/Nintendo Switch『スーパーロボット大戦T』
  - iOS/Android『スーパーロボット大戦X-Ω』 - 2019年7月期間限定